# John Westerberg
John Oskar Westerberg, född 8 september 1907 i Helsingborg, död 11 maj 1995 i Sankt Görans församling i Stockholm, var en svensk kompositör, sångtextförfattare, gitarrist och sångare. Gjorde på 1940-talet skivinspelningar med bland andra Erik Frank och Alice Babs under pseudonymen Johnny Bossman.
Westerberg är gravsatt i minneslunden på Kungsholms kyrkogård i Stockholm.

## Diskografi
- 1940 – H.M.V
- 1941 – Brunswick
- 1941 – Sonora
- 1941 – Sonora Swing

## Filmmusik
- 1946 – Peggy på vift